# Iris schischkinii
Iris schischkinii är en irisväxtart som beskrevs av Aleksandr Alfonsovitj Grossgejm. Iris schischkinii ingår i släktet irisar, och familjen irisväxter. Inga underarter finns listade i Catalogue of Life.